# Coupe d'Angleterre de football 1994-1995
Navigation
Coupe d'Angleterre 1993-1994 Coupe d'Angleterre 1995-1996
La Coupe d'Angleterre de football 1994-1995 est la 114e édition de la Coupe d'Angleterre de football. 
Everton remporte sa cinquième Coupe d'Angleterre de football au détriment de Manchester United sur le score de 1-0, au cours d'une finale jouée dans l'enceinte du stade de Wembley à Londres. 

## Demi-finales
| 9 avril 1995 | Tottenham Hotspur    | 1–4 | Everton                                      | Elland Road, Leeds                           |                                              |
|              | Klinsmann 30e (pen.) |     | Jackson 35e · Jackson 55e · Amokachi 82e 90e | Spectateurs : 38 226 Arbitrage : Robbie Hart | Spectateurs : 38 226 Arbitrage : Robbie Hart |

| 9 avril 1995 | Manchester United | 2–2 | Crystal Palace    | Villa Park, Birmingham |                      |
|              | Irwin · Pallister |     | Armstrong · Dowie | Spectateurs : 38 256   | Spectateurs : 38 256 |

### Match rejoué
| 12 avril 1995 | Crystal Palace | 0–2 | Manchester United | Villa Park, Birmingham |                      |
|               |                |     | Bruce · Pallister | Spectateurs : 17 987   | Spectateurs : 17 987 |

## Finale
| Titulaires : |  |
| |  |
| 1 Neville Southall · 2 Matt Jackson · 5 Dave Watson (c) · 26 David Unsworth · 6 Gary Ablett · 17 Anders Limpar 69e · 18 Joe Parkinson · 10 Barry Horne · 3 Andy Hinchcliffe · 8 Graham Stuart · 15 Paul Rideout 51e · |  |
| Remplaçants : |  |
| 13 Jason Kearton · 9 Duncan Ferguson 51e · 11 Daniel Amokachi 89e · |  |
| Entraîneur : |  |
| Joe Royle |  |

| Titulaires : |  |
| |  |
| 1 Peter Schmeichel · 27 Gary Neville · 4 Steve Bruce (c) 45e · 6 Gary Pallister · 3 Denis Irwin · 16 Roy Keane · 8 Paul Ince · 9 Brian McClair · 5 Lee Sharpe 72e · 10 Mark Hughes · 19 Nicky Butt · |  |
| Remplaçants : |  |
| 20 Gary Walsh · 11 Ryan Giggs 45e · 24 Paul Scholes 72e · |  |
| Entraîneur : |  |
| Alex Ferguson |  |

| Titulaires : |  |
| |  |
| 1 Neville Southall · 2 Matt Jackson · 5 Dave Watson (c) · 26 David Unsworth · 6 Gary Ablett · 17 Anders Limpar 69e · 18 Joe Parkinson · 10 Barry Horne · 3 Andy Hinchcliffe · 8 Graham Stuart · 15 Paul Rideout 51e · |  |
| Remplaçants : |  |
| 13 Jason Kearton · 9 Duncan Ferguson 51e · 11 Daniel Amokachi 89e · |  |
| Entraîneur : |  |
| Joe Royle |  |

| Titulaires : |  |
| |  |
| 1 Peter Schmeichel · 27 Gary Neville · 4 Steve Bruce (c) 45e · 6 Gary Pallister · 3 Denis Irwin · 16 Roy Keane · 8 Paul Ince · 9 Brian McClair · 5 Lee Sharpe 72e · 10 Mark Hughes · 19 Nicky Butt · |  |
| Remplaçants : |  |
| 20 Gary Walsh · 11 Ryan Giggs 45e · 24 Paul Scholes 72e · |  |
| Entraîneur : |  |
| Alex Ferguson |  |

| Everton | Manchester United |